# Kofun de Kurohimeyama
Le kofun de Kurohimeyama (黒姫山古墳) est un kofun situé dans l'arrondissement Mihara-ku de Sakai, dans la préfecture d'Osaka, au Japon.

## Description
Le kofun de Kurohimeyama est en forme de trou de serrure. Sa partie ronde a un diamètre de 67 m, la partie rectangulaire a une largeur de 64 m. En tout, il mesure 114 m de long et a une hauteur maximale de 11 m. Une prospection archéologique permet de penser que la douve extérieure était utilisée pour différents rites.
On date le kofun de la seconde moitié du Ve siècle.

## Historique des fouilles archéologiques
Le kofun a été découvert et étudié par Suenaga Masao en 1947. La crypte funéraire dans la partie ronde du tumulus avait été visitée par des pilleurs de tombes, mais Suenaga a retrouvé dans la partie rectangulaire du kofun une pièce murée contenant un important matériel archéologique.

## Mobilier archéologique
Dans le kofun, on a retrouvé 24 armures, des casques, des tassettes et un grand nombre d'armes en acier.

## Protection et mise en valeur
Le kofun est classé site historique national depuis 1957. Des travaux de mise en valeur y ont été menés de 1989 à 1992. Son matériel archéologique est conservé au Musée historique Mihara (みはら歴史博物館).